# Ring belge R52
Pour les articles homonymes, voir R52.
Les boulevards de ceinture de Tournai, numérotés R52, désignent un ensemble de boulevards formant la ceinture périphérique intérieure de la ville de Tournai en Belgique. Ils comprennent de une à deux chaussées dotées de deux à trois bandes de circulations par direction. Ceux-ci suivent le parcours de l'ancienne seconde enceinte communale.
Il se compose des voies suivantes :
- Boulevard Léopold ;
- Boulevard Bara ;
- Boulevard de Lalaing ;
- Boulevard du Roi Albert ;
- Boulevard Walter de Marvis ;
- Boulevard des Combattants ;
- Boulevard des Déportés ;
- Boulevard des Nerviens ;
- Boulevard Delwart.

Les boulevards de ceinture franchissent l'Escaut à deux reprises par :
- le pont Delwart, nommé en l'honneur de Louis Delwart qui fut échevin de la ville à la fin du XIXe siècle, situé en aval.
- le pont Devallée, nommé en l'honneur d'Armand Devallée ingénieur des Ponts et Chaussées de la première moitié du XIXe siècle, situé en amont.